# La Chapelle-Saint-Maurice
La Chapelle-Saint-Maurice is een gemeente in het Franse departement Haute-Savoie (regio Auvergne-Rhône-Alpes) en telt 115 inwoners (1999). De plaats maakt deel uit van het arrondissement Annecy.

## Geografie
De oppervlakte van La Chapelle-Saint-Maurice bedraagt 6,5 km², de bevolkingsdichtheid is 17,7 inwoners per km².
De onderstaande kaart toont de ligging van La Chapelle-Saint-Maurice met de belangrijkste infrastructuur en aangrenzende gemeenten.

## Demografie
Onderstaande figuur toont het verloop van het inwonertal (bron: INSEE-tellingen).